# Henry John Elwes

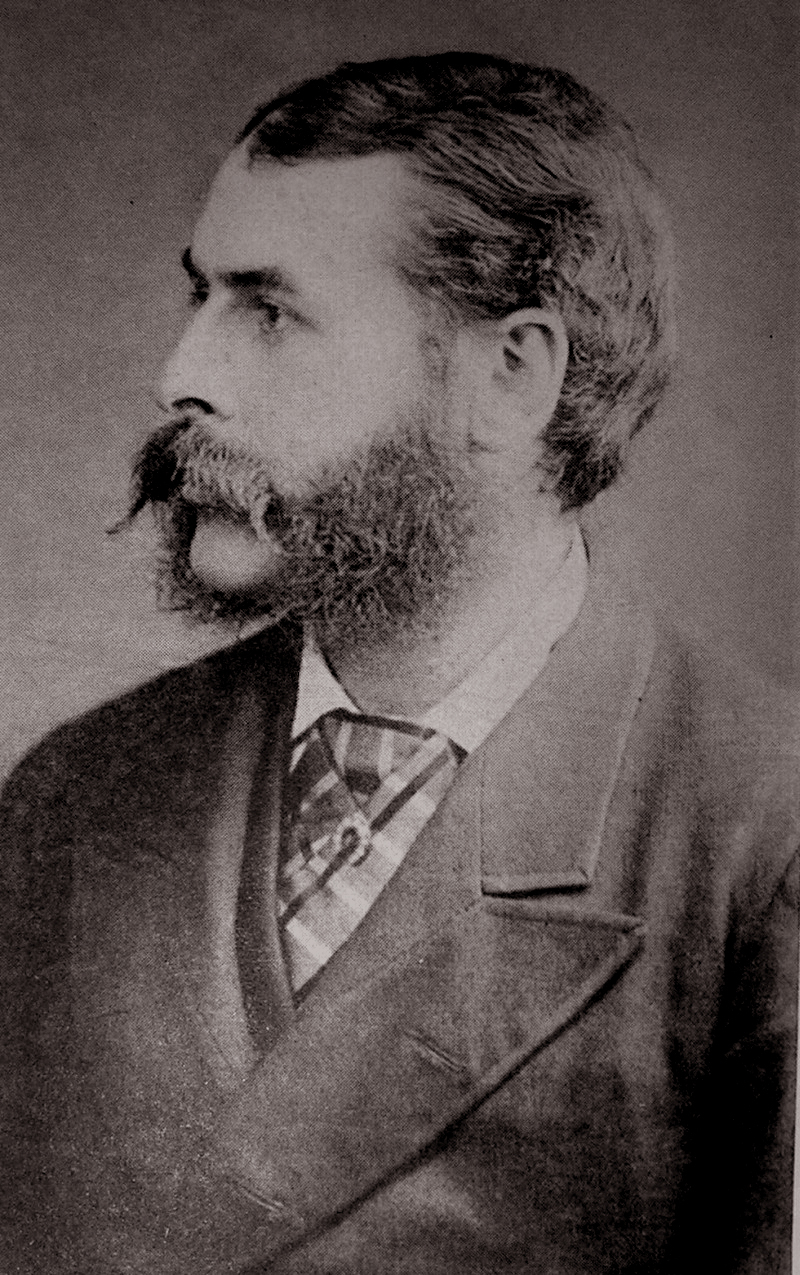
Henry John Elwes (um 1868)

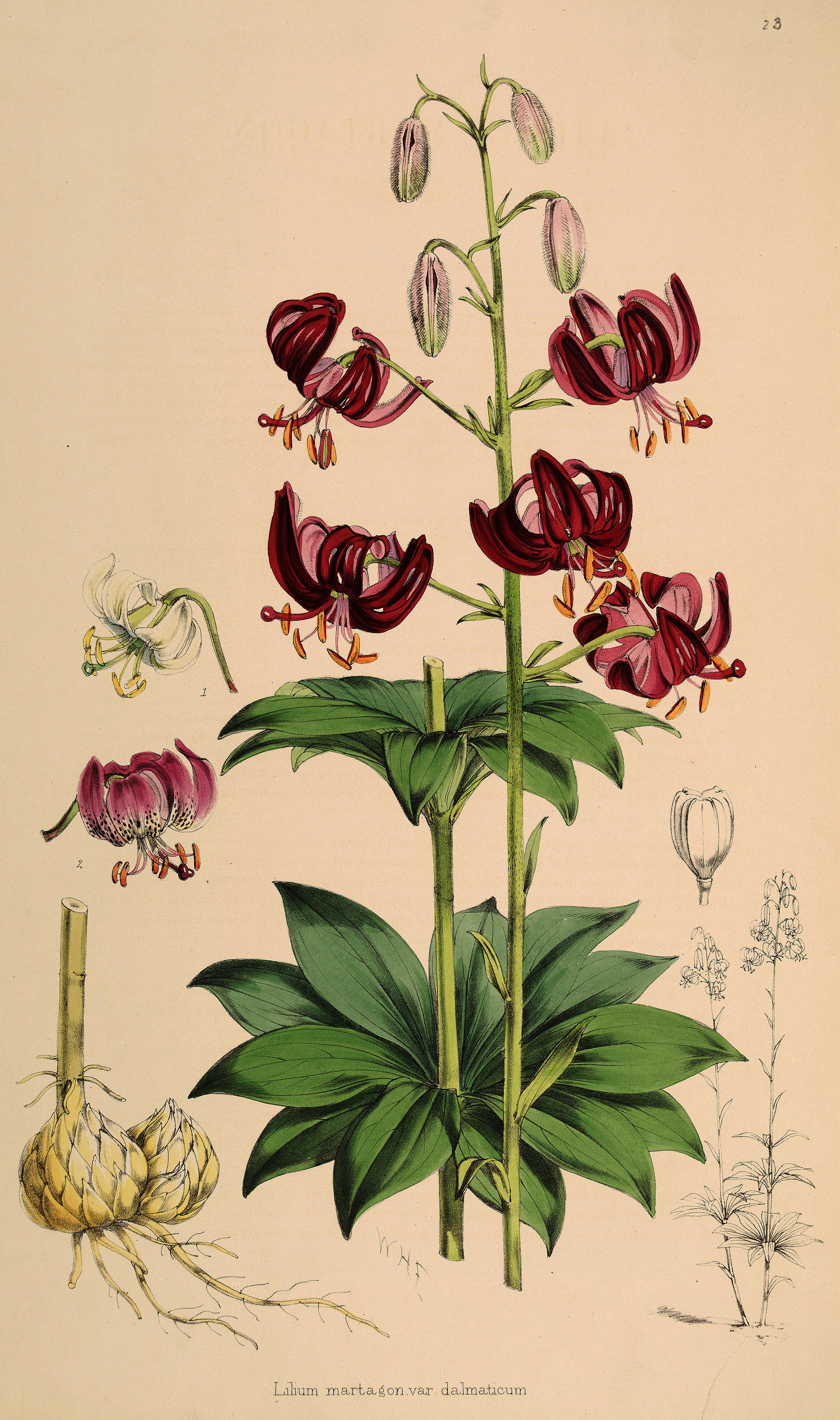
Lilium martagon var. dalmaticum. Lithographie Walter Hood Fitch in Henry John Elwes, A Monograph of the Genus Lilium, Bd. 20, Taf. 23, 1877.

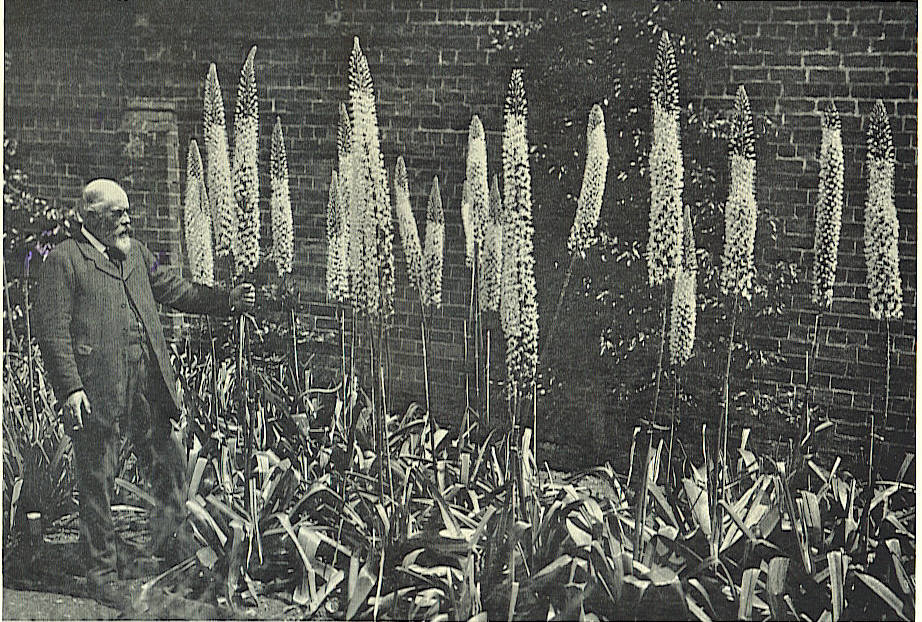
Henry John Elwes mit Eremurus robustus 'Elwesianus', Foto 1918

Henry John Elwes (* 16. Mai 1846 in Cheltenham; † 26. November 1922 in Colesbourne, Gloucestershire) war ein britischer Botaniker, Naturforscher und Entomologe. Sein offizielles botanisches Autorenkürzel lautet „Elwes“.

## Leben
Elwes war der Sohn eines Gutsbesitzers in Gloucestershire, wurde im Eton College und privat in Dresden, Brüssel und Paris erzogen und war fünf Jahre bei den Scots Guards. Ab 1869 war er nur noch Landwirt, Reisender, Großwildjäger und Naturforscher. Er unternahm Sammelreisen nach Indien, in den Himalaya (auch nach Tibet), das Altai-Gebirge und die Türkei. Er wurde als großgewachsene Person beschrieben, dominierend im Auftreten mit einer dröhnender Stimme (ein Besucher einer Gartenausstellung verglich sie mit einem Nebelhorn), und als Mensch, der sich überwiegend im Freien aufhielt und ein passionierter Gärtner war.
Er veröffentlichte eine von Walter Hood Fitch sehr gut illustrierte Monographie über Lilien (mit Beiträgen bedeutender Botaniker), für die er als Experte galt, und mit Augustine Henry (1857–1930) ein umfangreiches Werk über Bäume in Großbritannien.
Seine Sammlung von 30.000 Schmetterlingen kam an das Natural History Museum, dem er noch zu Lebzeiten 11.370 Exemplare paläarktischer Schmetterlinge überließ. Er galt als Experte für Dickkopffalter (Hesperiidae). Der Park seines Landsitzes in Colesbourne wird von Nachfahren verwaltet (Sir Henry Elwes (* 1935), Politiker und Lord-Lieutenant von Gloucestershire) und ist zu besichtigen.
Er war Fellow der Royal Society.

## Ehrung
Sein Name ist verewigt in dem Elwes-Schneeglöckchen (Galanthus elwesii), das er 1874 in der Türkei sammelte und das Joseph Dalton Hooker als neu erkannte und 1875 erstmals beschrieb.

## Schriften
- Monograph of the Genus Lilium, Taylor and Francis 1877 bis 1880, Digitalisat (Supplemente erschienen 1933 bis 1962)
- Henry John Elwes mit Augustine Henry: The Trees of Great Britain & Ireland, Edinburgh, 7 Bände, 1907 bis 1913 (im Selbstverlag über Subskription veröffentlicht)
- Memoirs of Travel, Sport, and Natural History, London 1930